# Кюлетр
Кюле́тр (фр. Culètre) — коммуна во Франции, находится в регионе Бургундия. Департамент коммуны — Кот-д’Ор. Входит в состав кантона Арне-ле-Дюк. Округ коммуны — Бон.
Код INSEE коммуны 21216.

## Население
Население коммуны на 2010 год составляло 81 человек.
| 1962 | 1968 | 1975 | 1982 | 1990 | 1999 | 2010 |
| ---- | ---- | ---- | ---- | ---- | ---- | ---- |
| 117  | 108  | 85   | 70   | 67   | 51   | 81   |

## Экономика
В 2010 году среди 44 человек трудоспособного возраста (15-64 лет) 35 были экономически активными, 9 — неактивными (показатель активности — 79,5 %, в 1999 году было 62,5 %). Из 35 активных жителей работали 33 человека (17 мужчин и 16 женщин), безработных было 2 (0 мужчин и 2 женщины). Среди 9 неактивных 1 человек был учеником или студентом, 7 — пенсионерами, 1 был неактивным по другим причинам.